# Tromøy
Tromøy ist die größte Insel des Sørlandet. Früher war sie eine eigenständige Kommune im Fylke Aust-Agder; heute ist sie Teil der Kommune Arendal.

## Lage
Im Südwesten der Insel befindet sich Hove. An der Küste entlang des Skagerraks schließt sich eine Moränenlandschaft an, die unter Naturschutz steht. Im Norden ist die Insel durch die rund 12 km lange Meerenge Tromøysund vom Festland getrennt und in Richtung der Insel Hisøy im Westen liegt die 2 km lange Meerenge Galtesund.
Die Brücke Tromøybrua bildet seit 1961 eine Verbindung zum Festland. Vor dem Bau der Brücke fuhr eine Autofähre von Barbu (Stadtteil in Arendal) nach Skilsøy auf Tromøy. Heute gibt es noch eine Personenfähre.

## Tromøy Kommune
Von 1837 war Tromøy zusammen mit Barbu und Stokken ein Teil der Austre Moland formannskapsdistrikt. Ab dem 1. Mai 1878 bildeten Tromøy und Barbu zwei eigenständige Kommunen. Zu diesem Zeitpunkt zählte Tromøy 2.320 Einwohner. Von 1878 bis 1992 erhielt Tromøy den Status einer eigenständigen Kommune und umfasste mehrere kleine Inseln, beispielsweise Merdø und Tromlingene. Zum 1. Januar 1992 wurden Tromøy, Hisøy, Moland und Øyestad mit Arendal zu einer neuen Kommune, der Arendal Kommune, zusammengelegt. Inzwischen war die Bevölkerung Tromøys auf 4.711 Einwohner angewachsen.

## Geschichte
Der Name Tromøy kommt von Thruma und bedeutet Schwelle, eine „Kante“, die aus dem Meer steigt.
Der Name Hove ist vom norwegischen Wort hov abgeleitet, das eine alte, heidnische Kultstätte bezeichnet. Im Umkreis von Hove wurden Siedlungen mit insgesamt 60 Hügelgräbern gefunden, die auf 1800 v. Chr. bis 1000 n. Chr. datiert sind. Das weist darauf hin, dass es eine Besiedelung ab dem Bronzezeitalter auf Tromøy gegeben hat. Die ältesten dokumentierten Höfe sind Gjervold und Sandum aus dem Jahr 1320 und Hove, Bjelland und Lien aus dem Jahr 1593.
Die Ynglingasaga erzählt, dass Harald Granraude, König von Agder im 9. Jahrhundert, seinen Königssitz auf Tromøy hatte und das Königin Åsa Haraldsdatter, seine Tochter, den ein Jahr alten Halvdan Svarte, ihren Sohn, nach dem Tod von Gudrød Veidekonge, ihrem Mann, wieder zurück nach Tromøy nahm. Viele Ortsnamen auf Tromøy stammen heute noch aus der Wikingerzeit, beispielsweise Alve, Hove und der Tätort Kongshavn (auch Kongshamn) mit 772 Einwohnern (Stand 1. Januar 2006).

## Freizeitangebot
Tromøy bietet vielerlei Freizeitangebote, wie Sportvereine, einen Gesangsverein, eine Diskothek oder die Möglichkeit für Paintball.
Trauma ist der größte Sportverein der Insel, bei dem vor allem die Fußball- und die Handballabteilung von Bedeutung ist. Beide haben viele nach Alter unterteilte Mannschaften, darunter auch eine Seniorenmannschaft. Trauma Håndball ist der Klub mit den meisten Altersgruppen im Sørlandet. Ein weiterer nennenswerter Verein ist der Tromøy fritidsklubb, dessen Aktivitäten von einer Diskothek über regelmäßige Softgun-Wettkämpfe bis zu Mini-Sing, Ten Sing oder Maxi-Sing reichen. Darüber hinaus gibt es mit Tromøy skolemusikkorps eine Blaskapelle auf der Insel, die 1936 gegründet wurde.
Im Sommer 2007 wurde das Hovefestival zum ersten Mal veranstaltet. Mit 72.000 Teilnehmern war es das größte Festival Norwegens.

## Kirchen
Tromøy war immer eine eigene Kirchengemeinde in der Propstei Arendal. Zu ihr gehören zwei Kirchen; die Tromøy kirke östlich von Hove, eine Steinkirche aus dem Mittelalter von 1150, und in Færvik die Færvik kirke von 1884. Des Weiteren gibt es in Kongshavn noch die Kapelle Kongshavn kapell.

## Persönlichkeiten
Die Juristin und sozialliberale Politikerin Signe Marie Stray Ryssdal (1924–2019) wurde auf der Insel Tromøy geboren und der Schriftsteller und Autor Karl Ove Knausgård (1968) wuchs auf Tromøy auf.

## FSME-Risikogebiet
Tromøy ist eine der wenigen Orte in Norwegen, an denen das FSME-Virus durch den Gemeinen Holzbock übertragen werden kann. Es kann eine Form der Gehirn- und Gehirnhautentzündung verursachen. Es sind jedoch nur 0,1–1 % der Zecken in den Risikogebieten Virusträger.

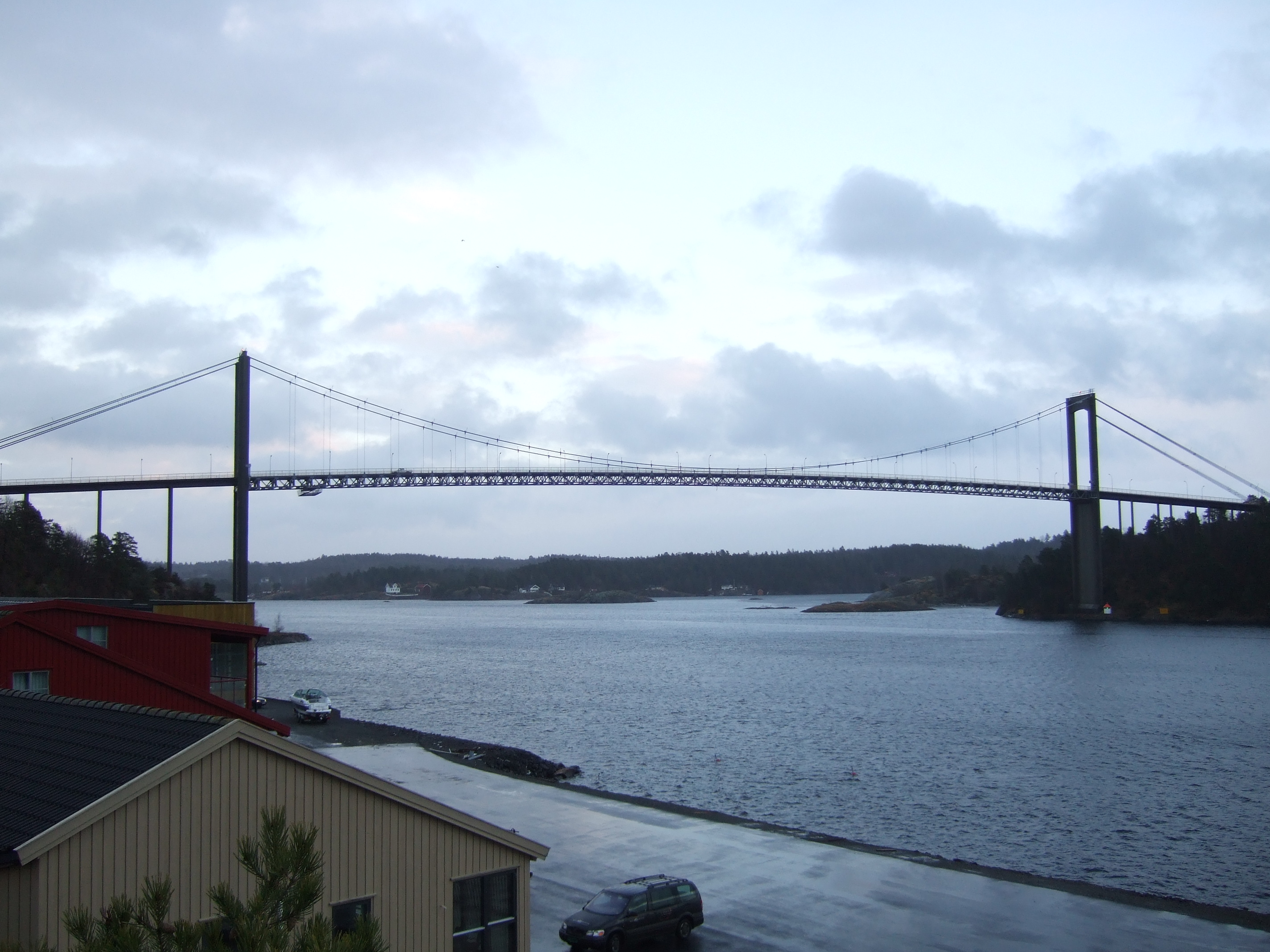
Tromøybrua (2007)
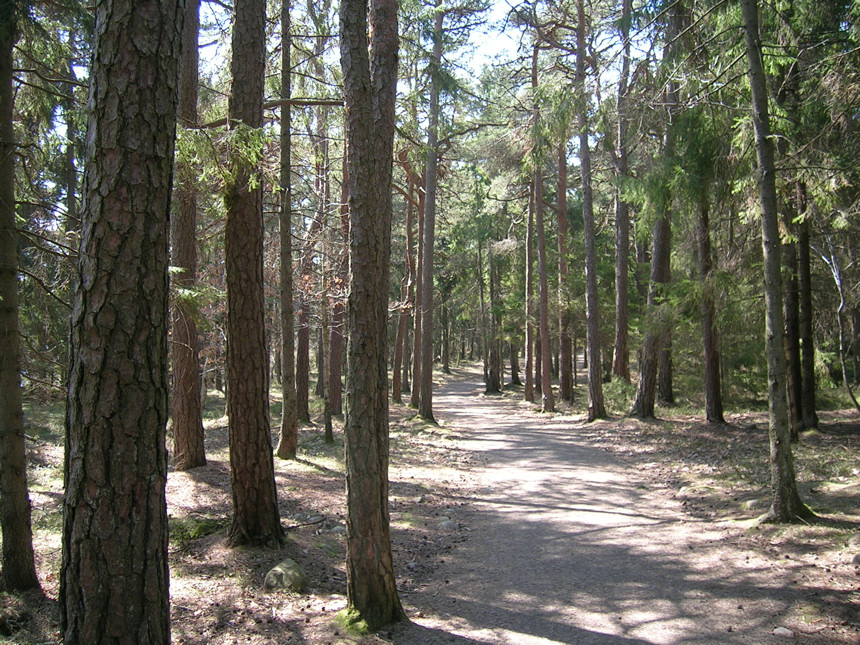
Wald auf Hove (Photo: Ken, 2006)
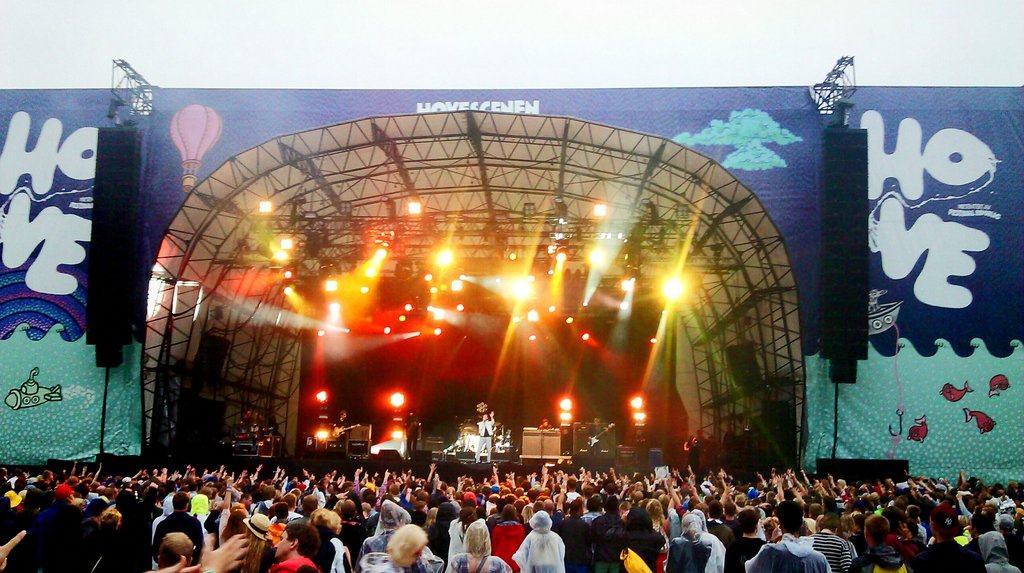
Hovefestival (2011)
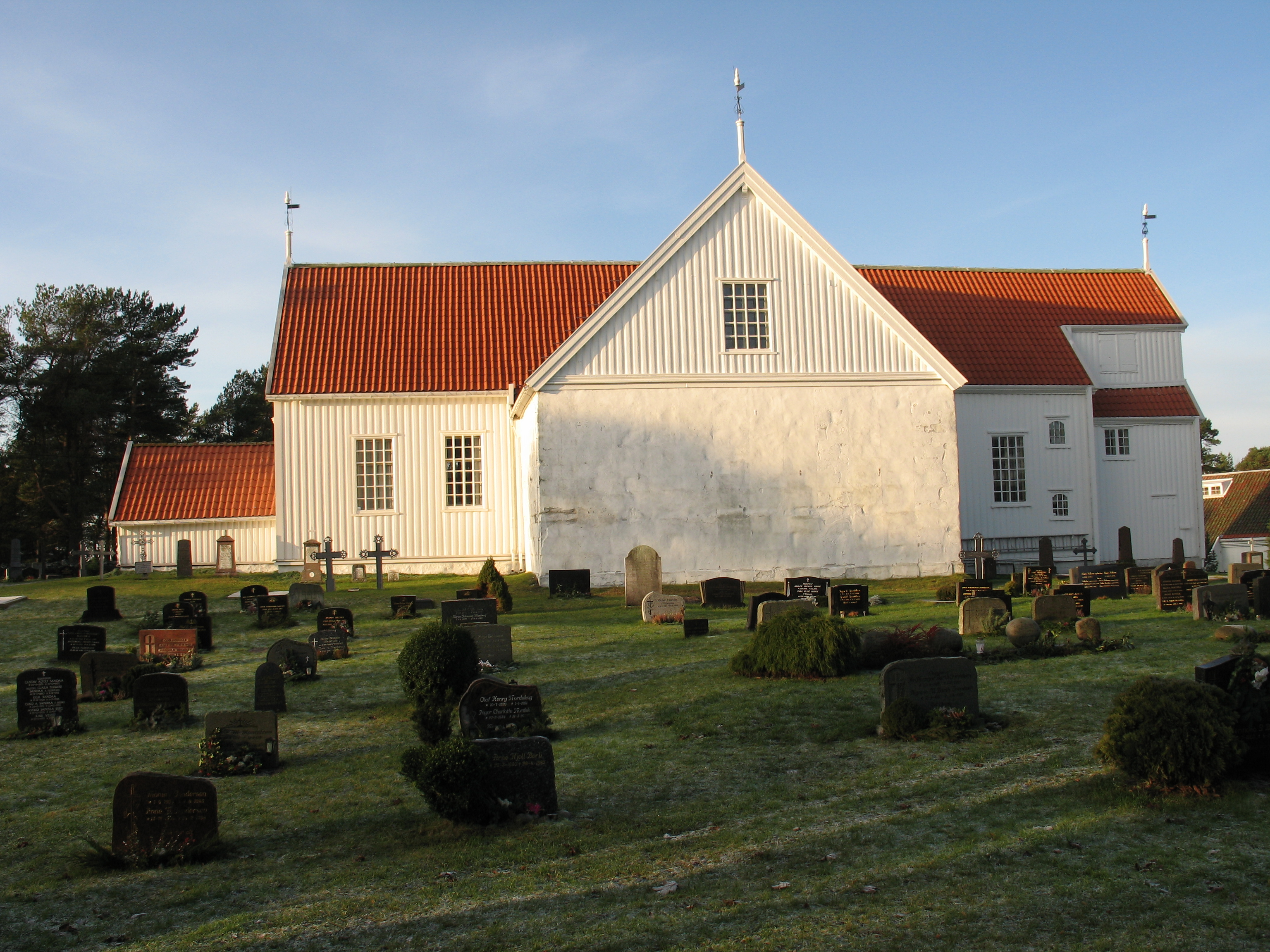
Tromøy kirke (2006)